# マンドローネ

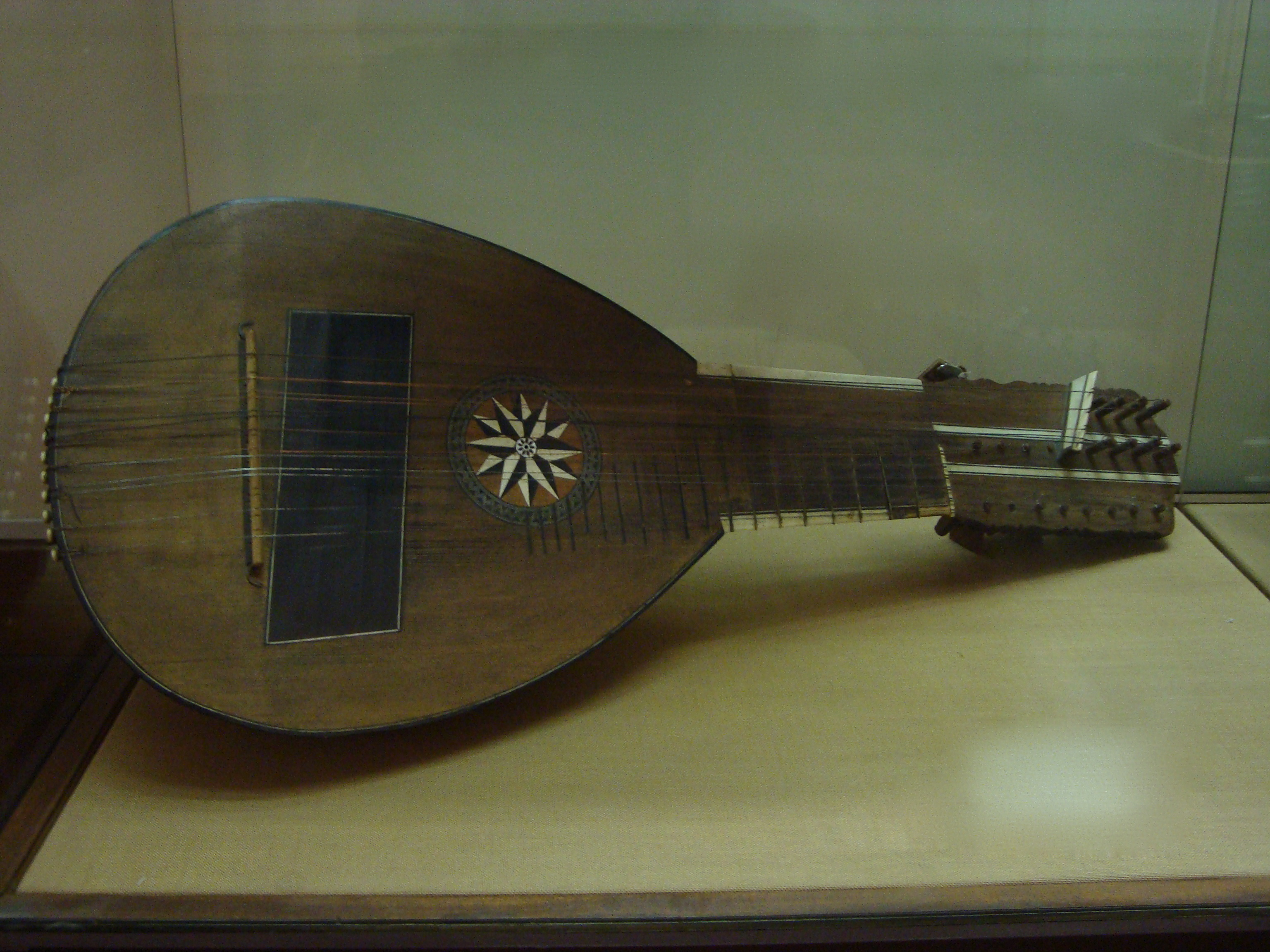
マンドローネ (ローマ楽器博物館所蔵)

マンドローネ(mandolone)はマンドリン属の最低音域を受け持つ楽器であるが、通常のマンドリン属の楽器とはやや様相を異にする。

## 歴史
少なくとも18世紀には存在していたことがわかっている。

## 調弦
現在広く使われているのは「高調マンドローネ」というもので、その調弦はマンドロンチェロよりやや低いA-D-G-Cであり、ヴァイオリン属の最低音域楽器であるコントラバス（調弦はE-A-D-G）よりも最低音が高い。そのため、オーケストラ曲の編曲などを行う場合、コントラバスのパートをマンドローネにそのまま移すことはできないので、出ない音は1オクターブ上げるなどして演奏されることが多い。変則調弦がされることもあるが、ごくまれである。
かつては、コントラバスと調弦を同じにする「低調マンドローネ」というものがあり、そのために書かれたマンドリンオーケストラ曲も少なくない。またイタリア・カラーチェ社によってアルチリュート(Arciliuto)とよばれる、低調マンドローネにさらに3本の単弦（調弦はC-D-E♭)を加えた楽器が製作されていたことがあったが、名手の少なさからすぐに廃れた。
他に、マンドラのオクターヴ低い調弦（G-D-A-E）のマンドローネが存在した、という記録がある。
楽譜はコントラバスと同じく、1オクターヴ高く移調したヘ音譜表に記譜される場合が多い。

## 演奏方法
他のマンドリン属の楽器とは異なり、エンドピンを本体の下部に差し込み、そのエンドピンを右膝裏に挟み込んで、ネックを左上にやや立てた形で構える。ピックは他のマンドリン属の楽器同様鼈甲のピックを使用するが、他の楽器と違い、いわゆる専用の厚さの鼈甲ピックは存在しない。そのためエレキギターなどに用いられるピックを使用する人が多い。楽器そのものの大きさゆえに、演奏するには他のマンドリン属の楽器とはやや異なる技術を要するが、根本的な基礎は同じである。

## 普及度
現在の日本のマンドリンオーケストラでは最低音部はコントラバスが担うことが大半だが、コントラバスは擦弦楽器であり、撥弦楽器であるマンドリン属の音と異質であることから、その間を埋める（特に音の立ち上がりをカバーするために）目的でマンドローネが用いられることもある。
しかし、楽器そのものの台数の少なさから、マンドリンオーケストラに所属していても見たことがないという人は多く、また不完全・不必要な楽器と呼ばれることも少なくない。これは楽器の希少さ・マンドリン音楽の一般的理解度の低さ、それに伴うマンドローネのプロ奏者および指導者の少なさ、そしてその結果としてマンドローネ奏者は少なからず自己流でメソッドを確立してしまう、といった複合的な事情が関係している。以上のように他の楽器に比べて不利とも言えるような要因が演奏の未熟さに繋がって、上記のような誤った認識を抱かれることもあり、その汚名を返上することがマンドローネ奏者にとって大きな課題のひとつとなっている。
なお、アメリカのマンドリンオーケストラではマンドローネの代わりにマンドベースが用いられる。これはコントラバスと同じ調弦である。